# 街でいちばんの男〜ビートニクラジオ
『街でいちばんの男〜ビートニクラジオ』は、TOKYO FMで1997年10月2日から2000年9月25日まで、放送されていたラジオ番組。

## 概要
たけしと浅草キッドとゲストとトークの構成された。

## 放送時間
- 1997年10月26日[2][3]～1998年3月1日[4] 月1回
- 1998年4月5日～1999年3月28日 25:00 - 26:00
- 1999年4月5日～2000年9月25日 25:00 - 26:00

## ゲスト
- 百瀬博教
- 前田日明
- 立川談志
- 吉田拓郎
- 井上陽水
- みうらじゅん
- 忌野清志郎など[5]